# 10,5 cm SK C/33
10,5 cm SK C/33 — 105-миллиметровое универсальное корабельное артиллерийское орудие, разработанное и производившееся в Германии. Состояло на вооружении Кригсмарине. Было разработано для замены зенитных орудий 8,8 cm SK C/31. Устанавливалось на тяжёлых крейсерах типа «Дойчланд» и «Адмирал Хиппер», линейных крейсерах типа «Шарнхорст», линейных кораблях типа «Бисмарк». Также предполагалось к установке на линейных кораблях типа «H» и авианосце «Граф Цеппелин». Использовалось во Второй мировой войне. Сухопутный вариант орудия именовался 10,5 cm FlaK 38/39 и широко применялся в системе ПВО нацистской Германии.
В послевоенный период орудия 10,5 cm SK C/33 были использованы ВМС Франции для перевооружение эсминцев типа «Шаторено» — бывших итальянских лёгких крейсеров типа «Капитани Романи».